# بی‌بازگشت به تو
بی‌بازگشت به تو (به هندی: Bin Phere Hum Tere) فیلمی هندی محصول سال ۱۹۷۹ و به کارگردانی راجیت پاکشیت است. در این فیلم بازیگرانی همچون آشا پارک، وینود مهرا، راجندرا کومار، ساریکا و نادره ایفای نقش کرده‌اند.